# Lijst van watermolens
Dit is een lijst van alleen door water aangedreven molens. Voor Nederlandse poldermolens, zie de lijst van windmolens in Nederland.

## Watermolens in Nederland
Gelderland:
Limburg:
Noord-Brabant:
Veel watermolens staan vermeld op een kaart uit de atlas "Theatrum Orbis Terrarum" uit 1645 van Joan Blaeu.
- Noord-Brabantse watermolens die niet meer bestaan of waarvan het rad verwijderd is:
  - Borchmolen in Sint-Oedenrode; op de Dommel
  - Boxtelse Watermolen in Boxtel; op de Dommel
  - Kasterense Watermolen bij Liempde; op de Dommel
  - Keersoppermolen bij Riethoven en Dommelen; op de Dommel
  - Loondermolen tussen Waalre en Valkenswaard; op de Dommel
  - Sonse watermolen in Son; op de Dommel
  - Stratumse watermolen in Stratum (Eindhoven); op de Dommel
  - Woenselse Watermolen in Woensel (Eindhoven); op de Dommel
  - Wolfswinkelse Watermolen tussen Son en Sint-Oedenrode; op de Dommel
  - Watermolen van Schaft (twijfelachtig); op de Dommel
  - Watermolen Ter Steen bij Middelrode/Heeswijk, (aan de Aa)
  - Erpse Watermolen bij Erp (aan de Aa)
  - Watermolen van Rixtel (huidige Aarle Rixtel; aan de Aa)
  - Watermolen van Helmond te Helmond, op de Aa
  - Stipdonkse Watermolen te Lierop (Someren); aan de Aa
  - Belgerense Watermolen bij Vlierden (Astense Aa)
  - Watermolen van Ruth in de buurtschap Ruth
  - Gemertse Watermolen; op de Rips

Overijssel:

## Watermolens in België

### Antwerpen
- Balen: Topmolen
- Balen: Hoolstmolen
- Balen: Scheprad 't Schoor
- Balen: Scheprad Vennen
- Geel: Kievermontmolen
- Grobbendonk: Molen Van Hool
- Herenthout: Herlaarmolen of Herlaermolen
- Hoogstraten: Oliemolen de Laermolen
- Kasterlee: Molen van Brustele of Molen van Houtem of Bruitse Molen
- Liezele (gem. Puurs): Schemelbertmolen

- Meerhout: Meerhoutse Watermolen
- Meersel-Dreef (gem. Hoogstraten): Watermolen van Meersel-Dreef of Meerselmolen
- Mol: De Beekjuffer
- Olmen (gem. Balen): Straalmolen
- Oosterlo (gem. Geel): Oosterlomolen of Molen van Oosterlo of Molen van Lavrijsen
- Retie: (zonder naam)
- Retie: Scheprad
- Tielen (gem. Kasterlee): Watermolen van Tielen
- Viersel (gem. Zandhoven): Hofmolen of Kasteelmolen

### Henegouwen
- Angreau (Honelles)
- Ath: Moulin de bilhée
- Ath: Moulin de tenre
- Attre (Brugelette): Moulin de la passé
- Biesme-sous-Thuin (Thuin): Moulin de Biesmelle
- Brugelette: Moulin de tannerie
- Cambron : Molen aan de abdij van Cambron
- Chimay: Moulin de Henrot
- Donstiennes (Thuin): Moulin de Donstiennes
- Ellezelles
- Flobecq
- Flobecq

- Lens: Molen van de Dender
- Rebecq (Rebecq-Rognon)
- Rebecq (Rebecq-Rognon)
- Rebecq (Rebecq-Rognon)
- Solre-Saint-Gery
- Stambruges
- Steenkercque
- Voghenée (Walcourt)
- Walcourt: watermolen
- Wodecq (Ellezelles): Moulin Tordoir
- Wodecq (Ellezelles): Moulin Moufflu

### Limburg
- Achel (Hamont-Achel): Grevenbroekmolen
- Alken: Groenmolen
- Alken
- Alken
- As: 't Mieleke
- As
- Beek (Bree): Genattemolen
- Beek (Bree)
- Beek (Bree)
- Beringen
- Beringen
- Berlingen
- Bilzen: Bilzermolen
- Bilzen
- Binderveld
- Borgloon
- Bokrijk: 3 reconstructies van watermolens
- Diepenbeek
- Ellikom
- Genk: Slagmolen

- Genk
- Heks (Heers)
- Heusden (Zolder)
- Heusden (Zolder)
- Hoepertingen (Borgloon)
- Kanne (Riemst): Kleine molen
- Kanne (Riemst)
- Kerkom
- Lanaken: Hochtermolen
- Neerpelt: Volmolen
- Overpelt: Wedeltse molen
- Overpelt: Bemvoortsemolen
- Overpelt: Slagmolen
- Overpelt: Kleine molen
- Peer: Peerdermolen
- Sint-Martens-Voeren (Voeren)
- Spalbeek: Van Veldekemolen
- Tongeren: Motmolen
- Tongeren
- Zolder: Molen van zolder
- Zutendaal

### Luik
- Amel: Amelermuhle
- Aubel: Moulin du val dieu (aan de abdij)
- Eben-Emael (Bassenge): Moulin Loverix
- Eben-Emael (Bassenge): Moulin de Frangèle
- Eben-Emael (Bassenge)
- Eben-Emael (Bassenge)
- Huy
- Huy

- Jehay-Bodegnée: Molen aan de abdij van Jehay
- Malmédy: Moulin Bayehon
- Modave: Molen aan het kasteel van Modave
- Modave: Moulin du val
- Ouren (Burg-Reuland): Ourenmühle
- Trois-Ponts: Watermolen
- Weweler (Burg-Reuland): Wewelermühle
- Weweler (Burg-Reuland)
- Thommen (Burg-Reuland): Thommenermühle

### Luxemburg
- Amonines (Érezée): Moulin Lhermitte
- Amonines (Érezée): Moulin du val D'aisne
- Attert: Moulin de Luxenroth
- Autelbas (Arlon): Moulin d'autel
- Autelbas (Arlon): Moulin de Clairefontaine (aan de abdij)
- Autelhaut (Arlon): Moulin d'autelhaut
- Awenne: watermolens in het musée de la vie rurale
- Bertogne: Moulin de Berthomont
- Bastogne: Moulin d'en Bas
- Bihain (Vielsalm): Moulin de Bihain
- Boeur (Houffalize): Moulin de Boeur
- Bomal (Durbuy): Molen aan het kasteel
- Bomal (Durbuy)
- Botassart (Bouillon): Moulin du Rivage
- Bouillon: Molen aan de abdij van de Cordomois
- Bovigny (Gouvy): Tannerie Beaupain
- Chanly (Wellin): Scierie Mahy
- Chène (L'église): Moulin de Chène
- Cherain (Gouvy): Moulin Bistain
- Cielle (La Roche): Moulin de Cielle
- Cierreux (Gouvy): Moulin Banal
- Cierreux (Gouvy): Moulin Teaupain
- Cugnon (Bertrix): Moulin de Cugnon
- Cugnon (Bertrix): Moulin de Linglay
- Daverdisse: Moulin (hotel-restaurant)
- Deux-Rys (Manhay): Moulin Ponsart
- Deux-Rys (Manhay): Moulin de la Chenevière
- Dochamps (Manhay): Moulin de Dochamps
- Durbuy: Au Moulin (restaurant)
- Érezée
- Fanzel (Érezée): Moulin de Fanzel
- Fisenne (Érezée): Moulin de Hesbois de fisenne
- Flamierges (Bertogne)
- Gives (Bertogne): Moulin de Gives
- Gouvy: Scierie André
- Gouvy
- Grand-Halleux (Vielsalm)
- Harre (Manhay) - Moulin de Harre
- Hatrival (Saint-Hubert): Moulin du pre dol cour
- Herbeumont
- Herbeumont: Moulin Wilaime
- Heyd (Durbuy): Moulin de Sainte-Catherine
- Heyd (Durbuy): Moulin de Heyd
- Hollange (Fauvillers): Maalvaardige watermolen
- Hotton: Moulin Farber (maalvaardig)
- Houffalize: Moulin de l'ermitage
- Houffalize: Moulin Lemaire
- Jupille (Rendeux): Moulin de Jupille
- La Roche en Andenne: Vieux moulin
- La Roche en Andenne: Moulin de Rompré
- Lignières (Marche en Famenne): Moulin de Lignières

- Limerlé (Houffalize)
- Lomprez (Wellin): Moulin de Lomprez
- Mirrwart (Saint Hubert)
- Mont (Houffalize)
- Mormont (Érezée): Moulin d'eveux
- Mormont (Érezée): Moulin de la forge
- Mormont (Érezée): Moulin d'Awez
- Neufchâteau: Moulin Klepper
- Neufchâteau
- Noirefontaine (Bouillon): Moulin Hideux
- Noville (Bastogne): Moulin Cobru
- Noville (Bastogne): Neufmoulin
- Odeigne (Manhay): Moulin de La Fosse
- Odeigne (Manhay): Moulin d'Odeigne
- Odeigne (Manhay): Moulin Crahay
- Opont (Paliseul): Moulin d'opont
- Ortheuville (Tenneville): Moulin des aulnes
- Ortheuville (Tenneville): Moulin Rode
- Our (Paliseul): Moulin d'our
- Ourthe (Gouvy): Moulin Schneid
- Ourthe (Gouvy): Moulin Clotuche
- Rendeux-Bas: Moulin de Barondwez
- Rendeux-Bas: Moulin Hamoul
- Resteigne: Molen van Resteigne
- Saint Hubert: Moulin d'en haut
- Saint Hubert: Moulin d'en bas
- Salmchateau (Vielsalm): Vieux moulin (restaurant)
- Soy (Érezée): Moulin de hesbois
- Steinbach (Gouvy): Moulin de Steinbach
- Tenneville: Moulin Rode
- Tenneville
- Tenneville: Moulin de Wyompont
- Thiaumont (Attert): Moulin de Post
- Thiaumont (Attert): Moulin de Tattert
- Tillet (Sainte Ode): Poisson Moulin
- Tillet (Sainte Ode)
- Tillet (Sainte Ode)
- Ucimont (Bouillon)
- Vaux (Bastogne): Moulin de Vaux
- Vaux-Chavanne (Manhay)
- Villance (Lebin): Moulin Lezin
- Villance (Lebin): Grand Moulin de Villance
- Villance (Lebin)
- Visoule (Gouvy)
- Visoule (Gouvy)
- Viville (Arlon): Molen van keizerin Maria Theresa
- Vivy (Bouillon): Oliemolen, korenmolen, volmolen
- Waha (Marche-en-Famenne)
- Waha (Marche-en-Famenne)
- Wolkrange (Messancy)
- Wolkrange (Messancy)
- Wolkrange (Messancy)

### Namen
- Andenne
- Annevoie-Rouillon (Anhée): Molen aan de tuinen van Annevoie
- Annevoie-Rouillon (Anhée)
- Anhée: Watermolen (restaurant)
- Bioul (Anhée)
- Bioul (Anhée)
- Denée (Anhée)

- Dinant
- Dinant
- Éprave (Rochefort): Vieux Moulin
- Maredsous (Anhée): Molen aan de abdij van maredsous
- Maredret (Anhée)
- Warnant (Anhée): Kopermolen
- Warnant (Anhée): Kopermolen, aan abbaye du moulin

### Oost-Vlaanderen
- Aalst (Erembodegem): ’t Waterkot
- Aalst (Hofstade): Overmolen
- Aalst (Meldert): Nedermolen of Mooie Molen
- Aalst (Moorsel): Molen van Durinck, aan het waterkasteel
- Brakel (Elst): Perlinckmolen (uit 868)
- Brakel (Michelbeke): Boembekemolen
- Brakel (Nederbrakel): Slijpkotmolen
- Brakel (Opbrakel): Watermolenhoeve
- Denderleeuw (Iddergem): Bakkersgemsmolentje
- Denderleeuw (Iddergem): Eenemolen
- Erpe-Mere (Aaigem): Engelsmolen (ook Molen te Dalhem of Molen te Dalme genoemd)
- Erpe-Mere (Aaigem): Ratmolen (ook Waterrat genoemd)
- Erpe-Mere (Aaigem): Zwingelmolen
- Erpe-Mere (Bambrugge): Egemmolen (ook Meuleken Tik Tak genoemd)
- Erpe-Mere (Bambrugge): Molens Van Sande (ook Kasteelmolen of Celindermolen genoemd)
- Erpe-Mere (Erpe): Cottemmolen
- Erpe-Mere (Erpe): Van Der Biestmolen
- Erpe-Mere (Mere): De Graevesmolen
- Erpe-Mere (Mere): Gotegemmolen
- Erpe-Mere (Mere): Molen te Broeck (ook 't Hof Schuurke genoemd)
- Erpe-Mere (Ottergem): De Watermeulen
- Geraardsbergen (Goeferdinge): Papiermolen Fontaine
- Geraardsbergen (Ophasselt): Watermolen Berlengée
- Geraardsbergen (Smeerebbe-Vloerzegem): Watermolen
- Geraardsbergen (Viane): Molen Mertens
- Geraardsbergen (Zarlardinge): Molen Deportement
- Hamme: De Watermolen
- Herzele: De Bataaf
- Herzele: Watermolen s'Heerenmeersen
- Herzele:(Borsbeke): Carolusmolen
- Kluisbergen (Kwaremont): Watermolen
- Kluisbergen (Zulzeke): Paepescheuremolen
- Kluisbergen (Zulzeke): Molen ten Baete
- Kluisbergen (Zulzeke): Molen ten broeck
- Kluisbergen (Zulzeke): Watermolen
- Kruishoutem: Herlegemmolen
- Kruishoutem (Wannegem-Lede): Neerhofmolen
- Lede: Rabboutsmolen
- Lede (Impe): Riddermolen
- Lede (Oordegem): Watermolen
- Lede (Wanzele): Rijmeersmolen
- Lierde (Sint-Maria-Lierde): Broekmolen (Lierde)
- Lierde (Sint-Martens-Lierde): Lindeveldmolen

- Maarkedal (Etikhove): Ladeuzemolen
- Maarkedal (Etikhove): Molen Ten Elzas
- Maarkedal (Maarke-Kerkem): Het Stampkot
- Maarkedal (Maarke-Kerkem): Ter Borgtmolen
- Maarkedal (Maarke-Kerkem): Romansmolen
- Maarkedal (Schorisse): Kasteelmolen
- Melle (Gontrode): Goed ten abele of molen van Roo
- Ninove: Abdijwatermolen
- Ninove (Aspelare): watermolen van Aspelare
- Ninove (Lieferingen): Schoreelsmolen
- Ninove (Meerbeke): Fonteintjesmolen
- Ninove (Meerbeke): Wolfsputmolen
- Ninove (Neigem): Neigemmolen
- Ninove (Outer): Watermolen van Audenhove
- Oosterzele (Balegem): Watermolen aan het Muldershof
- Oosterzele (Moortsele): Molen Docker
- Oudenaarde (Leupegem): Nonnemolen
- Oudenaarde (Mater): Zwadderkotmolen
- Oudenaarde (Melden): Nedermolen
- Oudenaarde (Melden): Pladutsemolen
- Oudenaarde (Mullem): Bekemolen
- Oudenaarde (Welden): Oysschemolen of Toysschemolen
- Ronse: Brembosmolen
- Ronse: Ter Bekemolen
- Rupelmonde (Kruibeke): Spaanse molen
- Sint-Lievens-Houtem: watermolen in de eilandstraat
- Sint-Lievens-Houtem Bavegem): watermolen
- Temse: Molen van de Wilfordkaai
- Temse: Watermolens van Temse
- Wetteren (Massemen): Maelbrouckmolen
- Wetteren (Massemen): Van Hauwmeirsmolen
- Wichelen (Schellebelle): Van Hauwmeirsmolen
- Wichelen (Serskamp): Zaagmolentje
- Wichelen: Molen van Torrekens
- Zottegem (Elene): Watermolen van Elene
- Zottegem (Grotenberge): Molentje te Wassenhove
- Zottegem (Strijpen): Vandenborremolen
- Zottegem (Strijpen): Leirensmolen
- Zottegem (Velzeke): Driesmolen
- Zottegem (Velzeke): Van Themsches molen
- Zwalm (Hundelgem): Pedes molen
- Zwalm (Munkzwalm): Zwalmmolen
- Zwalm (Nederzwalm): Ter Biestmolen
- Zwalm (Nederzwalm): Vanderlindensmolen
- Zwalm (Robost): Bostmolen
- Zwalm (Sint-Denijs-Boekel): Moldergemmolen
- Zwalm (Sint-Maria-Latem): IJzerkotmolen

### Vlaams-Brabant
- Aarschot: Molen van Schoonhoven
- Aarschot (Rillaar): Molen te Leefdaele
- Asse: Campomolen
- Boortmeerbeek: Molen van Servaes
- Brussegem (Merchtem): Neerkammolen
- Essene: Bellemolen
- Grimbergen: Liermolen
- Grimbergen: Tommenmolen
- Grimbergen: 's Gravenmolen
- Heverlee: Watermolen Arenberg
- Heverlee: Watermolen van abdij van 't Park
- Londerzeel: Koevoetmolen
- Malderen (Londerzeel): Herbodinnenmolen
- Merchtem: Binnenmolen
- Merchtem: Langeveldemolen
- Overijse: Watermolen van Overijse
- Rotselaar: Molen Van Doren

- Sint-Joris-Winge (Tielt-Winge)
- Sint-Kwintens-Lennik: Slagvijversmolen
- Sint-Lambrechts-Woluwe (Brussel): Lindekemalemolen
- Sint-Pieters-Leeuw
- Sint-Gertrudis-Pede Pedemolen
- Sint-Ulriks-Kappelle (Dilbeek): Molen van het kasteel
- Steenhuffel (Londerzeel): Diepensteynmolen
- Steenhuffel (Londerzeel): Marselaersmolen
- Ternat : Molen van Opalfene
- Ternat : Molen te Neeralfene
- Ternat : Molen van Steenvoorde
- De Watermolen Testelt: Watermolen van Testelt
- Ukkel (Brussel): Rozenmolen
- Ukkel (Brussel): Molensteenmolen
- Ukkel (Brussel): Nekkersgatmolen
- Ukkel (Brussel): Crockaertmolen
- Vissenaken (Tienen)
- Zoutleeuw

### Waals-Brabant
- Archennes (Grez-Doiceau): Moulin du Pavé
- Archennes (Grez-Doiceau): Moulin Wierinckx
- Baisy-Thy (Genappe)
- Baisy-Thy (Genappe)
- Baulers (Nivelles): Moulin de Labriwez
- Bierges (Wavre): Moulin Vroman
- Braine-L'alleud: Moulin de Saint Pont
- Braine-le-Château: Moulin Banal
- Chastre-Villeroux (Blanmont): moulin de godeupont

- Court-Saint-Étienne: Moulin Banal
- Ittre: Moulin delval
- Limont: Moulin de limont
- Orp-le-petit
- Orp-le-grand: Moulin d'Orp
- Orp-le-grand: Moulin de Maret
- Nil Saint Vincent: Moulin d'alvaux
- Villers-La-Ville: Molen aan de abdijruïnes

### West-Vlaanderen
- Anzegem: Watermolen te Walskerke
- Bavikhove (Harelbeke): Watermolen
- Brugge: Volmolen
- Harelbeke: Oude banmolens
- Harelbeke: Nieuwe banmolens
- Heule-watermolen (Kortrijk): De watermolen van Heule

- Menen: Watermolen
- Ruddervoorde (Oostkamp): Zingende watermolen
- Ruiselede: Axpoelemolen
- Snellegem (Jabbeke): Watermolen van de Boerenmolen, bij de molenromp
- Vichte (Anzegem): resten van de watermolen
- Zwevegem: Slypesmolen (ruïne)

## Watermolens in andere landen

### Duitsland
- Kolliger Mühle: een watermolen in de Eifel
- Saarburg: drie waterraderen op de Leuk
- De Alte Mühle in Kell am See
- Idar-Oberstein: Watermolen op de Idar

### Frankrijk
- Beauraingville: Moulin de la bleuance
- Blendecques: Moulin Snyck
- Brimeux
- Dennebroeck: Moulin de Dennebroeck
- Denain: Moulins de Denain
- Denain: Moulin a Risbourg
- Esquelbecq: Moulin d'Esquelbecq
- Flaumont-Waudregnies
- Foux, in Cirque de Navacelles
- Gennes-Ivergnies: Moulin de Villeroy
- Grand-Fayt: Moulin de Grand-Fayt
- Leulinghen-Bernes: Moulin Crysendael
- Lottingen

- Mametz: Molen aan de Leie
- Marly
- Maroilles: Moulin de Prés
- Maroilles: Moulin de l'abbaye
- Noisiel: watermolen van de Chocolaterie Menier
- Reques-Sur-Hem: Slagrad, en moderne turbine watermolen
- Renty
- Tournehem-Sur-La-Hem: Moulin de Tournehem
- Tournehem-Sur-La-Hem: Moulin de la Ninette
- Villeneuve d'Ascq: Molenmuseum met een oliewindmolen, korenwindmolen en watermolen
- Wimille: Turbine watermolen
- Wissant: Molenmuseum

### Luxemburg
- Ansembourg: Watermolen aan het nieuwe kasteel (papiermolen)
- Asselborn: Moulin d'asselborn (Molenmuseum en restaurant)
- Asselborn: Bockmuhle
- Bascharage: Moulin
- Bissen: Moulins de Bissen (industriële maalderij)
- Bissen: Moulin Souveigner
- Boulaide: Boulaide-moulin
- Bourscheid: Bourscheid-moulin
- Boxhorn: Maulusmuhle
- Clémanchies: Shockmuhle
- Echternach
- Echternach
- Echternach
- Echternach
- Echternach
- Esch Sur Sûre: Molen op de Sûre
- Eschweiler (Wiltz): Moulin d'Eschweiler
- Hachiville: Neumuhle
- Hachiville: Leiresmuhle
- Harlange: Tockenmuhle
- Hautbellain: Fohlmuhle

- Huidange: Moulin
- Hobscheid: Sagesmuhle
- Hobscheid: Felleschmuhle
- Kautenbach: Schuettbuergermillen
- Luxembourg
- Luxembourg
- Luxembourg : windmühle
- Manternach (langs de spoorweg)
- Manternach (industriële maalderij, langs de spoorweg)
- Manternach
- Mersch: Watermolen van Mersch
- Oberwampach: Brachtenbachmuhle
- Oberwampach: Oberwampachmuhle
- Pétange: Moulin de Waxweiler
- Pétange: Athusmuhle
- Sapel: Maulfsmuhle
- Surré: Molen (maalvaardige restauratie bezig)
- Useldange: Moulin des toussaint Freres
- Useldange: Moulin (op de Attert)
- Wiltz : Windmühle
- Wilwerdange: Gudingermuhle
- Winseler: Grummelscheidmuhle
- Winseler: Scheifmuhle

### Zweden
- Watermolen van Aner op Gotland

### Groot-Brittannië
| - Abbey Mill, Reading - Calcot Mill, Reading - Ford End Mill, Ivinghoe - Hambleden Mill, Mill End - Pann Mill, High Wycombe - Hinxton Mill, Hinxton - Houghton Mill, Houghton - Lode Watermill, Lode - Soham Mill, Soham - Bunbury Mill, Bunbury - Dunham Massey Sawmill, Altrincham - Nether Alderley Mill, Macclesfield - Quarry Bank Mill, Styal - Stretton Watermill, Stretton - Cotehele Mill, Saltash - Crumplehorn Watermill, Polperro - Melinsey Mill, Veryan - Trewey Mill, Zennor - Wheal Martin, St Austell - Acorn Bank Mill, Penrith - Boot Watermill, Eskdale - Gleaston Watermill, Ulverston - Heron Corn Mill, Milnthorpe - Little Salkeld Watermill, Penrith - Stott Park Bobbin Mill, Ulverston - Arkwrights Mill, Cromford - Caudwells Mill, Rowsley - Masson Mill, Matlock Bath - Stainsby Mill, Chesterfield - Lumsdale Mills, Matlock - Clyston Mill, Broadclyst - Coldharbour Mill, Cullompton - Docton Mill, Hartland - Finch Foundry, Okehampton - Manor Mill, Seaton - Morwellham Quay, Tavistock - Otterton Mill, Budleigh Salterton - Castleton Water Wheel Museum, Sherborne - Mangerton Mill, Bridport - Sturminster Newton Mill, Sturminster Newton - Town Mill, Lyme Regis - White Mill, Sturminster Marshall - Brignall Mill, River Greta - Killhope Wheel, Weardale - Path Head Mill, Blaydon - Bourne Mill, Colchester - Thorrington Tide Mill, Thorrington - Dean Heritage Centre, Cinderford - Owlpen Manor, Gloucestershire, with bolting, cleaning and winnowing machinery, dated 1728 - Alderholt Mill, Fordingbridge - Eling Tide Mill, Eling - Headley Water Mill, Headley - Longbridge Mill, Sherfield on Loddon - Whitchurch Silk Mill, Whitchurch - Winchester City Mill, Winchester - Kingsbury Watermill, St Albans - Mill Green Watermill, Hatfield - Redbournbury Mill, Redbourn - Chart Gunpowder Mills, Faversham - Crabble Corn Mill, Dover - Hever Watermill, Hever - Ryarsh Mill, Ryarsh - Higher Mill, Rossendale - Thurnham Mill, Conder Green - Mill On The Soar, Broughton Astley | - Alvingham Mill, Alvingham - Cogglesford Watermill, Sleaford - Upper Mill, Carshalton - Three Mills, Bromley by Bow - Gunton Park Sawmill, Gunton Park - Letheringsett Watermill, Holt - Heatherslaw Mill, Etal - Cuckney Mill, Cuckney - Fiskerton Mill, Fiskerton - Ollerton Mill, Ollerton - Rufford Mill, Rufford - Warsop Mill, Warsop - Goring Mill, Goring-on-Thames - Mapledurham Watermill, Mapledurham - The Mill at Sonning, Sonning Eye - Daniels Mill, Bridgnorth - Bishop's Lydeard Mill, Taunton - Burcott Mill, Wookey - Claverton Pumping Station, Claverton - Dunster Mill, Dunster - Gants Mill, Bruton - Hornsbury Mill, Chard - Saltford Brass Mill, Saltford - Wookey Hole Paper Mill, Wells - Brindley Water Mill, Leek - Cheddleton Flint Mill, Cheddleton - Mosty Lea Mill, Stone - Shugborough Estate Mill, Stafford - Alten Mill, Stowmarket - Pakenham Watermill, Bury St Edmunds - Woodbridge Tide Mill, Woodbridge - Cobham Watermill, Cobham - Haxted Watermill. Edenbridge - Shalford Mill, Guildford - Michelham Priory Mill, Hailsham - Park Mill, Etchingham - Tide Mills, Newhaven - Coulterhaw Beam Pump, Petworth - Ifield Watermill, Crawley - Lurgashall Watermill, Singleton - Path Head Watermill, Blaydon - Charlecote Mill, Stratford-upon-Avon - New Hall Mill, Sutton Coldfield - Sarehole Mill, Hall Green, Birmingham - Wellesbourne Watermill, Wellesbourne - Coleshill Mill, Swindon - Fountains Abbey Mill, Ripon - Howsham Mill, Malton - Pateley Bridge Watermill, Harrogate - Raindale Mill, York - Tockett's Mill, Guisborough - Abbeydale Industrial Hamlet, Sheffield - Shepherd Wheel, Sheffield - Wilsons of Sharrow, Sheffield - Top Forge, Thurgoland - Worsbrough Mill, Barnsley - Armley Mill, Armley - Scarcroft Watermill - Thwaite Mills, Leeds - Churchill Forge Mill, Churchill, - Fladbury Watermill, Worcestershire |